# Xã Collins, Quận Drew, Arkansas
Xã Collins (tiếng Anh: Collins Township) là một xã thuộc quận Drew, tiểu bang Arkansas, Hoa Kỳ. Năm 2010, dân số của xã này là 235 người.